# Альфредо Ланс

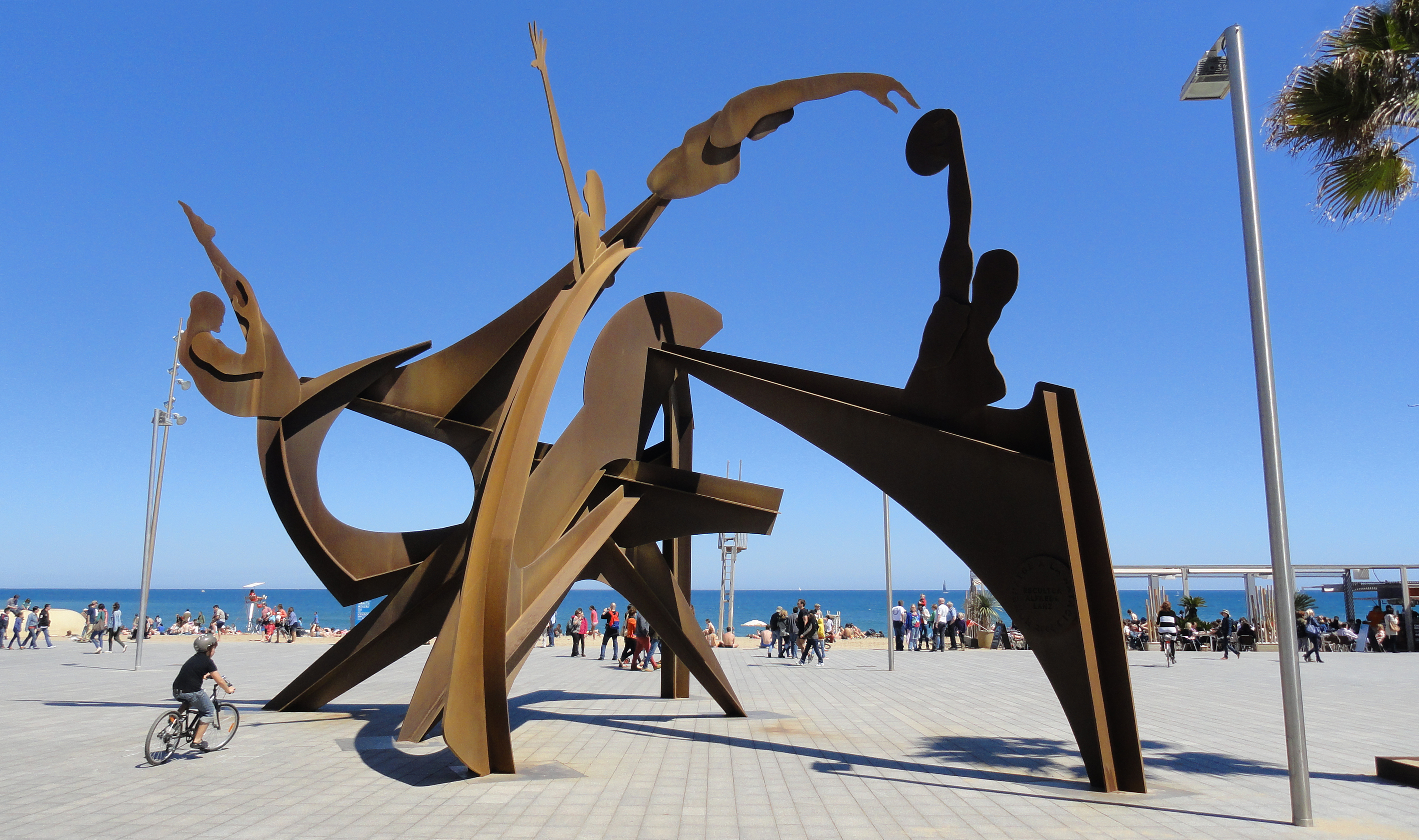
«В пам'ять про плавання» (2004), Барселона

Альфредо Ланс (ісп. Alfredo Lanz; 1945, Мадрид) — іспанський скульптор і художник.
Народився у Мадриді. Навчався у Національній фабриці монет і марок (Королівський монетний двір), пізніше у Нью-Йорку (США). У 1969 році почав виставлятися в містах Каталонії і в наступному році оселився в Кальдес-де-Монбуй, де в 1977–1978 роках входив до складу художньої групи 5х5, з якою виставлявся у Парижі та інших містах Франції. З 1992 року працює у художній майстерні «Маремагнум», що знаходиться у порту Барселони. Удостоєний декількох нагород, зокрема, з дизайну ювелірних виробів.
Мешкає у Барселоні, де володіє приватним фондом, який носить його ім'я. 